# Cassiope fastigiata
Cassiope fastigiata är en ljungväxtart som först beskrevs av Nathaniel Wallich, och fick sitt nu gällande namn av David Don. Cassiope fastigiata ingår i släktet kantljungssläktet, och familjen ljungväxter. Inga underarter finns listade i Catalogue of Life.

## Bildgalleri

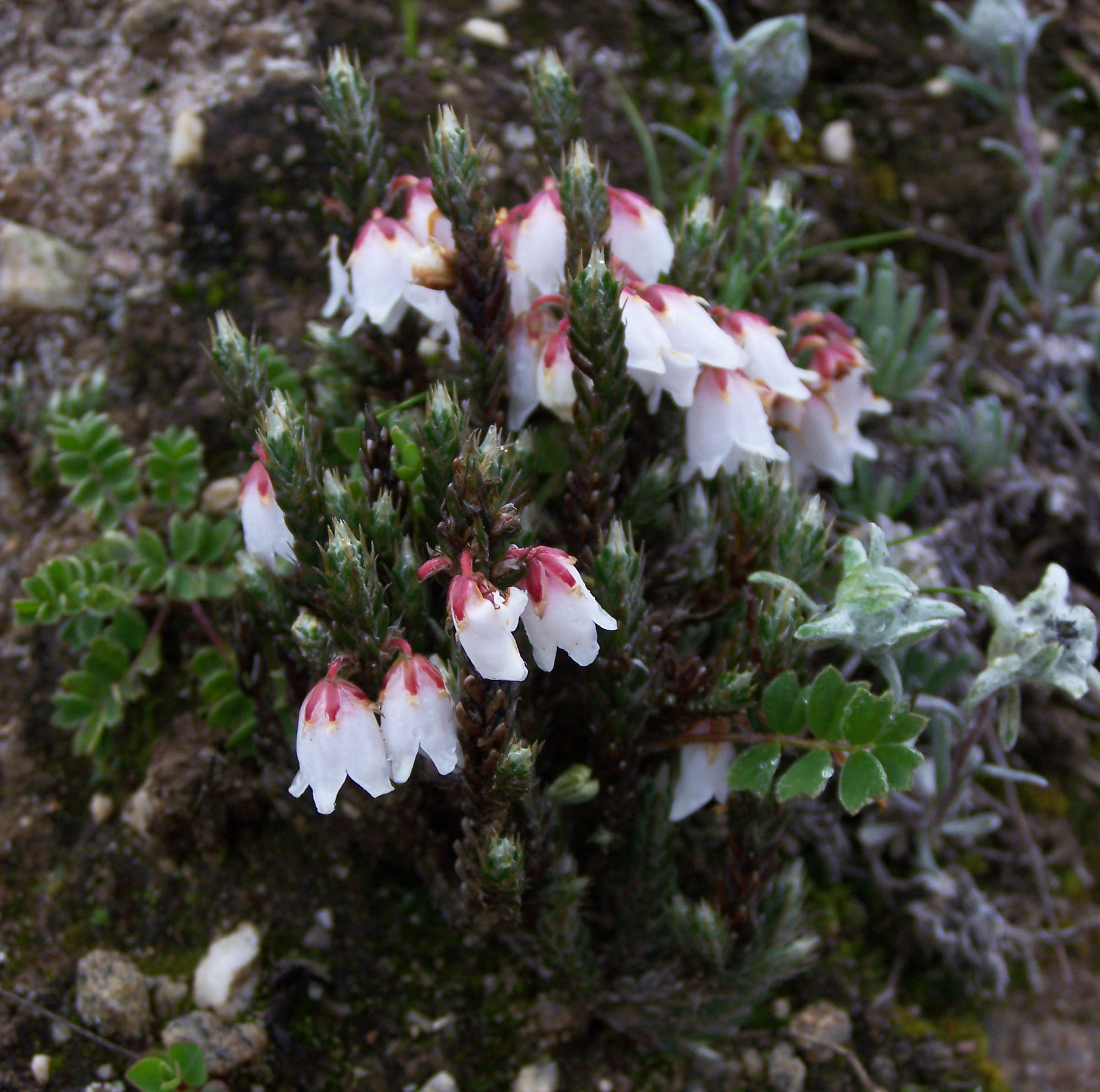